# 上泉雄一の発信!UWAらじお
『上泉雄一の発信!UWAらじお』（うわいずみゆういちのはっしん!うわらじお）は、毎日放送ラジオ（MBSラジオ）で2006年度のナイターオフシーズン（2006年10月3日～2007年3月）に放送されたラジオ番組。MBSアナウンサーの上泉雄一が、入社15年目（当時）で初めて持つ冠番組であった。本ページでは、2007年10月から半年間放送された『上泉雄一のUWAらじお シーズン2』も取り上げる。

## 概要
上泉は、毎日放送テレビ（MBSテレビ）の情報番組『ちちんぷいぷい』（以下『ぷいぷい』）の中継リポーターや、生放送番組（『あん!』『っちゅ～ねん!』『ぷいぷい』）での総合司会などを担当。当番組で初めて、ラジオ番組のメインパーソナリティに起用された。
当番組では基本として、放送当日に起こった政治・経済・社会・スポーツ・芸能などのニュースを、上泉の軽快なトークで振り返る趣向になっていた。ただし実際には、生放送を通じて、アシスタントやレギュラー出演者（後述）が個性を存分に発揮。トークやコーナーの合間には、リスナーからのメッセージを随時紹介したり、上泉お勧めのアルバム（コンピレーション・アルバムなど）に収録されている楽曲を少しずつ放送したりした。
ちなみに、2008年度のナイターオフには、当番組と同じ時間帯で『上泉雄一のFANFANレディオ』を放送。しかし、局内の事情で内容を一新したため、当番組のレギュラー出演者は上泉を除いて起用されなかった。

## 2006年度「上泉雄一の発信!UWAらじお」（シーズン1）

### 放送時間
毎週火曜日～金曜日18:15～20:00
- 『MBSタイガースナイタースペシャル』で、阪神タイガースの公式戦やJRN・NRNラインネットによる日本シリーズの中継を実施する場合には、放送を休止した。

### 出演者

#### パーソナリティ
- 上泉雄一（MBSアナウンサー）
  - 当番組開始当時の主な出演番組は、『ぷいぷい』（月曜日にコーナー進行、金曜日に総合司会）と、土曜日放送のテレビ番組『せやねん!』（コーナー進行）。金曜日には、『ぷいぷい』で4時間の生放送（当時）を取り仕切ってから、当番組に出演していた。他の曜日でも、『ぷいぷい』の中継やVTR取材での滞在先から毎日放送の本社に戻ると、すぐに当番組の生放送に臨むことが少なからずあった（後述）。
  - シーズン1の終了と同時に『ぷいぷい』のレギュラーを卒業。[2]2007年の4月から、シーズン2が始まる直前（同年9月末）までは、毎日放送ラジオ（MBSラジオ）で『上泉雄一の日曜スポーツ宣言!』のパーソナリティを務めた。

#### アシスタント
- う〜み（火・水曜担当）
  - 「歌う旅芸人」を自称するシンガーソングライターで、高知県を拠点に活動。絶対音感と極度の天然キャラクターの持ち主で、当番組にはキーボードを持参することが多かった。
  - CS放送の番組で阪神タイガースの安芸春季キャンプリポーターを務めたことを機に、2005年から2008年3月まで、毎日放送ラジオ（MBSラジオ）で『唐渡吉則のOH!艶歌』にアシスタントとして出演。当番組への出演が始まってからも、飛行機で高知と大阪を往復する生活を送っていた。
- 大塚由美（木・金曜担当）
  - 関西のFM局を中心に活動するDJで、ニックネームは“ゆ～みん”。2001年秋から1年半DJを休業するなど、海外への一人旅が好き（後述）。
  - 当番組に出演しない月～水曜日には、FM大阪の生放送番組『もぐもぐ』（8:20-10:55、2007年3月末に放送終了）に、川村龍一のパートナーとして出演。事前収録で、グルメコーナーの取材も担当していた。

#### レギュラー
- バーバラよね（金曜）
  - 当番組では、ディレクターや構成作家も兼務。上泉とaikoがパーソナリティを務めたMBSラジオの深夜番組『ヤンタン MUSIC MAX』（1997年10月～99年9月）の火曜日にも、スタッフ兼出演者として参加していた。
  - 金曜日以外の放送でも、上泉やう～みがスタジオにいない時には、代役で放送に出ることがあった。
    - 当番組の開始前から決まっていたドバイへの演奏旅行で、う～みが1週間ほど当番組を欠席した時（2006年11月、う～みは現地の日本人学校などを訪問）。
    - ビリー・ジョエルのコンサートへ向かうために、上泉が当番組の放送を途中で退席した時（後述、2006年12月）。
    - 『ぷいぷい』の取材で新潟に滞在した上泉が、新潟空港で足止めを食らって帰阪できなくなった時（後述、2007年3月）。

#### 準レギュラー
- ピーコ(月1回、火曜、オープニング明けから19時過ぎまで出演）
  - 上泉が2005年度に司会を務めた『っちゅ～ねん!』の月曜日にレギュラー出演。毎日放送テレビが2006年4月改編で同番組の放送枠を『ぷいぷい』に吸収させたのを機に、『ぷいぷい』火曜日にオープニングから途中までレギュラーで出演するようになった。（2009年4月からは、木曜日のオープニングからエンディングまで出演）
  - 当番組の放送直前までパネリストとして『ぷいぷい』に出演していた諸星裕や小宮一慶が、当番組にも不定期で登場することがあった（いずれも19時過ぎまで）。

### 主なコーナー
「　」内は放送で使われたタイトル
- 「う～みの音は友達」（火・水曜）
  - 火曜日には、う～みがさまざまなジャンルの音や曲をキーボードで演奏。水曜日には、自作の歌や童謡を披露したり、ポップスをカバーで歌ったりしていた。しかし実際には、上泉を呆れさせるほどの迷言や珍エピソードを、数多く残している（後述）。
  - 2007年3月25日には、毎日放送ラジオ（MBSラジオ）の『MBSサンデースペシャル』で、当コーナーの特別番組「う～みの音はともだち・番外編」を1時間にわたって放送。う～みがパーソナリティとして出演した。
  - う～みは、シーズン1の放送終了直後（2007年4月8日）に、京都市で自己初の単独ライブ「う～みの音は友達　スペシャルライブ」を開催。当番組や毎日放送が運営に関与していないにもかかわらず、当コーナーでの告知から、前売券が早々に完売。追加で立ち見券を発売するほどの盛況を見せた。
- 「大塚由美のどこまでも行こう」（木曜）
  - 海外への一人旅を趣味にしている大塚が、アジア・アフリカ諸国を中心に、今まで訪れた国・地域での経験や珍しい習慣などを紹介。安全で快適な旅を好む上泉にも、長期の一人旅を勧めた。しかし、あまりにも強烈な体験談を立て続けに披露したため、上泉の興味を引くまでには至らなかった。
- 「映画の泉」（金曜）
  - 上泉お勧めの映画を、毎週1本紹介。試写会で見た新作映画を紹介することが多かった。
  - 当コーナーは、タイトルや内容を変えながら、『上泉雄一のFANFANレディオ』まで3期にわたって続いた。（『FANFANレディオ』では、木曜日に「FANFAN映画研究会」として放送）
- 「バーバラよねのネタは友達」（金曜）
  - 放送日までに海外から入ってきたB級ニュースを、バーバラならではの視点で取り上げるコーナー。バーバラがニュースの見出しを紹介してから、上泉や大塚が興味を示した見出しのニュースを、バーバラが詳しく語る趣向になっていた。
- 「目指せ連勝!!馬泉」（金曜）
  - 競馬の好きな上泉、競馬に詳しいバーバラ、競馬初心者の大塚が、週末に開催される競馬のメインレースでの勝ち馬を、それぞれの立場から予想するコーナー。バーバラが予想に熱弁を振るったり、中央競馬以外のレースを予想したこともあった。
  - 『上泉雄一のFANFANレディオ』でも、金曜日に同じ趣旨のコーナー「FANFANスポーツ・競馬の星」が放送された。ただし、バーバラと大塚は登場していない。

### 番組グッズ
- オリジナル手ぬぐい（UWAぬぐい）
  - 上泉が『ちちんぷいぷい』の中継や取材で近畿地方を離れた時には、中継・取材の合間に購入した“ご当地プリッツ”を、リスナーへのプレゼントに提供することがあった。

### 主な出来事・エピソード
- 2006年12月6日には、上泉が学生時代からの大ファンであるビリージョエルのコンサート（京セラドーム大阪）と、当番組の放送が重なった。上泉は番組の冒頭で、「冠番組を持つ事も私の夢だったが、今日もう一つの夢が叶おうとしている」と発言。「この番組のオファーをもらったときに、プロデューサーに相談して、ちゃんと了解をもらっている」「体は京セラドーム大阪だけど、魂はスタジオに残していく」との言葉を残して、放送開始から30分でスタジオから退席。そのまま、京セラドーム大阪で上記のコンサートを堪能した。 なお、上泉が退席してからは、バーバラとう～みでエンディングまで番組を進めている。
- 2007年3月13日（火曜日）には、上泉とう～みがスタジオに登場しなかったため、上泉の上司に当たる伊東正治（毎日放送の元・アナウンサーで、当時はラジオ編成部長）とバーバラが番組を進行する事態になった。
  - う～みは当初から、別の仕事で放送を休んでいた（放送でも事前告知済み）。
  - 上泉は当日、午前中から『ぷいぷい』の取材で新潟へ出張。泉田裕彦（新潟県知事）に取材した後で、新潟空港から飛行機で帰阪して、そのまま当番組に出演する予定だった。ところが、同日発生した全日空機高知空港胴体着陸事故の影響で、新潟発の飛行機が欠航。
  - 以上の事情により、当日の放送は、オープニングから伊東正治が途中まで出演。学生時代に伊東の下で仕事をしたバーバラとともに番組を進めた。[3]伊東が他の仕事の都合で退席してからは、バーバラだけでエンディングまで放送を続けている。
  - なお上泉は、放送中に新潟空港から電話で登場。翌日には帰阪して、通常どおり番組に出演した。

## 特別番組「ちょいUWAらじお」

### 放送日・時間
2007年4月30日20:15～21:00（『MBSマンデースペシャル』枠）

### 出演者
- 上泉雄一
- う〜み
- 大塚由美

### 主な内容
- 多数のリスナーからシーズン2の放送を期待されるほどの好評を受けて、シーズン1の終了1ヶ月後に生放送。CMや音楽を流さずに、3人で45分間ひたすらトークを展開していた。

## 2007年度「上泉雄一のUWAらじお　シーズン2」

### 放送時間
毎週火曜日・金曜日18:30～21:00
- 毎日放送ラジオでは、同年度のナイターオフ編成で、MBSの若手・中堅アナウンサー主体の番組レーベル『MBSどっと!アナ』を火～日曜の夜間に新設。それと同時に、前年度まで火～金曜の20時台で放送していたTBSラジオ制作番組のネット受けを終了した。以上の編成の影響で、発信!UWAらじおから放送曜日を減らした一方、1回あたりの放送時間が45分拡大した。
- 前年度と同様に、『MBSタイガースナイタースペシャル』でプロ野球を中継する場合には、放送を休止した。
- 2008年には、1月1日から通常どおり放送。翌日には、毎日放送ラジオ（MBSラジオ）の正月特別番組として、午前中から「上泉雄一のお正月スペシャル」が放送された。

### 出演者

#### パーソナリティ
- 上泉雄一（MBSアナウンサー）

#### アシスタント
- う〜み（火曜）
- 大塚由美（金曜）

#### レギュラー
- バーバラよね（金曜）

#### 準レギュラー
- “井上師匠”（2007年12月～、月に1～2回、火曜日の「ゴールドジムのコーナー」のみ出演）
  - ゴールドジムのインストラクター。上泉がプライベートでアドバイスを受けているため、放送上“師匠”と呼ばれた。ボディビルダーとして、数々の大会に出場している。

- ピーコ(2008年1月～、月1回、火曜日のオープニング明けから19時半頃まで出演）
  - 上泉が当時『ぷいぷい』から離れていたにもかかわらず、シーズン1に続いて、当番組の本番直前まで『ぷいぷい』に出演していたパネリスト（諸星裕、小宮一慶、渡辺正行など）が不定期で登場することがあった（いずれも19時半頃まで）。

- 毎日放送ラジオ（MBSラジオ）でレギュラー番組を持っている加藤ヒロユキ（テノール歌手）が、火曜日のゲストとして数回出演したことがある。[4]

### 主なコーナー
「　」内は放送で使われたタイトル

#### 火曜日
- 「泉屋書店」
  - 上泉が自信をもってお勧めできる新刊本（主に小説）を、毎週1冊紹介するコーナー。上泉が事実上1人で進行した。
  - 『上泉雄一のFANFANレディオ』でも、同じ趣向で、水曜日に「週間・UWA・BOOKS」が放送された。
- 「う～みの音は友達」
  - シーズン2の開始当初は、アシスタントとしての能力を高める名目で、う～みにスタジオの外からの中継リポートなどを経験させた。しかし、すぐに前年度と同じ内容に戻っている。
  - 2008年1月からは、う～みが作曲した「プリン」（小籔千豊が"こやぶかずとよ"名義で発表したCDデビュー曲、同年2月20日から関西地区・高知県限定で発売）を、毎週のように紹介。[5]発売前日（2月19日）には、毎日放送本社近くでのインストアライブ（タワーレコードNU茶屋町店）で「プリン」をキーボードで演奏してから、通常よりやや遅い時間に当番組へ登場した。
  - う～みは、2008年3月20日に、兵庫県尼崎市で自身2度目の単独ライブ「う～みの音は友達・スペシャルライブ　シーズン2」を開催した（運営形態は前回と同じ）。ライブ直前には、ギター伴奏者として参加する井上善日居が、当コーナーのゲストで出演。生放送中にう～みとのセッションを披露した。

- 「ゴールドジムのコーナー」
  - 上泉が自身のゴールドジム通いを話題にしたことから、2007年12月以降にほぼ隔週で放送。[6]"井上師匠"が、ダイエットなどに適した筋肉の鍛え方のポイントを、上泉やリスナーに向けて伝授した。
  - ラジオ番組表で、「大胸筋万歳!!」とだけ紹介されたことが1度あった。

#### 金曜日
- 「大塚由美のどこまでも行こう」
  - 前年度の内容から一転して、近畿地方を中心に、大塚が毎週さまざまな分野の工場や職人を取材。関係者へのインタビューなどの音源を交えながら、取材の模様をスタジオで報告した。
  - リスナーから取材の要望があった工場を、大塚が訪れることも頻繁にあった。
- 「テレクラうわちゃん」
  - 女性リスナー限定の電話出演コーナー。オープニングで出演希望者を募集してから、19時台後半に該当者（1名）へ電話をつないだ。
  - 上泉は放送上、電話をつなぐまで、相手の素性や年代を知らされていなかった。また、電話の相手が小中学生や高齢者になることもあった。
- 「映画の泉」
  - 前年度の内容から一転して、上泉と大塚が放送前に同じ映画を鑑賞。それぞれの立場から感想を述べ合う形で、毎週1本の新作映画を紹介した。
- 「バーバラよねのネタは恋人」
  - シーズン1の「バーバラよねのネタは友達」とほぼ同じ内容で放送。
- 「金言格言　きょうのうわごと」
  - 上泉が気に入った金言や格言を、毎週一言ずつ紹介した。

### 番組グッズ
- らいよんチャン（毎日放送のマスコットキャラクター）グッズ
  - 『MBSどっと!アナ』内の全番組で、グッズを統一していた。